# Michelle Bubenicek
Michelle Bubenicek, (Nantes, 9 de gener de 1971) és una alta funcionària francesa. Arxivera, paleògrafa i professora universitària, des de l'1 de setembre de 2016 és directora de l'École des Chartes, després d'haver estat professora-investigadora i conservadora de patrimoni.

## Biografia
Estudiant a l'École des Chartes, va escriure, sota la supervisió de Michel Parisse i Pierre Toubert, una tesi sobre una personalitat femenina del segle XIV, Yolande de Flandre.
Després d'unes pràctiques a la prefectura del Roine, va ser acceptada com a conservadora del patrimoni l'any següent.
Becària de la Fundació Thiers del 1997 al 1998, aquest mateix any va realitzar una tesi doctoral en història titulada Quand les femmes gouvernent : robe, droit et politique dans la France du XIVe siècle : l'exemple de Yolande de Flandre (1326-1395), dirigida per Michel Parisse i publicada el 2002 a la Universitat Panthéon-Sorbonne, on va obtenir l'autorització per dirigir recerca (HDR) el 2010.
Destinada primer a la conservació-restauració de documents d'arxiu dins la direcció dels Arxius de França (1995-1999), va ser nomenada professora d'història medieval (1999), després professora d'història de l'Edat Mitjana (2011) a la Universitat de Franche-Comté, on va dirigir el departament d'història del 2011 al 2013.
L'any 2005, va ser breument secretària de la Société de l'École des Chartes. També fou membre del consell de la Societat d'Història de França (SHF) fins al 2018.
A mitjans de maig de 2016, candidata a succeir Jean-Michel Leniaud, va ser escollida com a nova directora de l'ENC pels dos consells de l'Escola, nomenada després per decret del President de la República a principis de juliol. És la segona dona, després d'Anita Guerreau-Jalabert, en ocupar aquest càrrec. Va prendre possessió el 15 de setembre i va iniciar un segon mandat el 2021.
El desembre de 2016, va ser nomenada membre del consell d'administració de l'Escola Nacional de Ciències de la Informació i Biblioteques i del consell científic de la Bibliothèque nationale de France el 2021.

## Premis i reconeixements
- 2017- Oficial de l'Orde Nacional del Mèrit
- 2017- Dama de la Legió d'Honor
- 2002- Premi Madeleine Lenoir